# Litophyton erinaceum
Litophyton erinaceum är en korallart som beskrevs av Kükenthal. Litophyton erinaceum ingår i släktet Litophyton och familjen Nephtheidae. Inga underarter finns listade i Catalogue of Life.